# Carl Kaiser (Unternehmer)
Carl Kaiser (* 14. April 1859 in Geiselbach; † 15. Februar 1945 bei Leipzig) war ein deutscher Einzelhandels-Unternehmer und Miteigentümer der Kaufhauskette Steigerwald & Kaiser.

## Leben
Carl Kaiser war ein Sohn des Geiselbacher Landwirts Johannes Kaiser und dessen Ehefrau Elisabeth Kaiser geborene Giron. Er absolvierte eine Lehre im Gemischtwarenladen Steigerwald in Schöllkrippen. Im Jahr 1878 wurde er Personalchef eines größeren Unternehmens in Würzburg und 1882 Filialleiter eines großen Münchner Textilhauses.
Als Fünfundzwanzigjähriger gründete Carl Kaiser am 12. Februar 1885 zusammen mit Wilhelm Steigerwald, dem Sohn des Gemischtwarenladenbesitzers in Schöllkrippen, das Unternehmen Steigerwald & Kaiser in Leipzig. Im Jahr 1889 kaufte das junge Unternehmen am Leipziger Königsplatz das an ein Palais erinnernde Patrizierhaus der Familie von Hauck und machte es zum Stammhaus.
Zweiggeschäfte wurden 1894 in Frankfurt am Main, 1895 in Magdeburg und Chemnitz sowie 1897 Dresden eröffnet. Im Jahr 1908 übernahm das Unternehmen in Dresden auch noch das Modehaus Siegfried Schlesinger und wurde damit königlich rumänischer Hoflieferant. Das Unternehmen wurde als Familienbetrieb geführt, in dem nach einer angemessenen Ausbildung bevorzugt Geiselbacher Verwandte als Geschäftsführer oder Abteilungsleiter beschäftigt wurden, und hatte zu seinen besten Zeiten etwa 1500 Mitarbeiter. Die meisten ihrer innerstädtischen Kaufhäuser wurden im Zweiten Weltkrieg durch Bombenangriffe zerstört.
Es ist dokumentiert, dass Kaiser „soziale Maßnahmen für seine Angestellten traf, die für die damalige Zeit recht neu und ungewohnt waren“, denn 1910 eröffnete er für alle Angestellten Sparbücher, um die jungen und unverheirateten Mitarbeiter abzusichern, und gründete einen Altersfonds. Er trug den Ehrentitel eines Kommerzienrats und wurde wegen seiner Wohltätigkeit von seinem Heimatort mit der Ehrenbürgerwürde ausgezeichnet. Am 15. Februar 1945 starb er auf seinem Gehöft in der Nähe von Leipzig an einer akuten Erkrankung.